# Plagiostoma tormentillae
Plagiostoma tormentillae är en svampart som först beskrevs av Lind, och fick sitt nu gällande namn av Bolay 1972. Plagiostoma tormentillae ingår i släktet Plagiostoma och familjen Gnomoniaceae.  Arten är reproducerande i Sverige. Inga underarter finns listade i Catalogue of Life.